# Ferdinand von Eckstein
Ferdinand von Eckstein (* 1. September 1790 in Kopenhagen; † 24. November 1861 in Paris) war ein dänischer Schriftsteller und französischer Beamter.

## Leben
Ferdinand von Ecksteins Vater, Jean-Ferdinand Eckstein (um 1759–1827) konvertierte vom jüdischen Glauben zum lutherischen Protestantismus. Seine Mutter war Meda Cecilia, geb. Schultz (* unbekannt; † um 1806). Sein Neffe war Ferdinand Johannes Wit von Dörring, den er einige Zeit in Paris bei sich aufnahm.
Er studierte Philosophie bei Friedrich Creuzer in Heidelberg und erlernte im Selbststudium Sanskrit. Während seines Studiums nahm er an Treffen der Illuminaten teil.
Ferdinand von Eckstein konvertierte 1809 unter dem Einfluss von Friedrich Schlegel, während eines Aufenthaltes in Rom, zum katholischen Glauben.
Er trat 1813 als Mitglied des "Tugendbund" in das Lützowsche Freikorps ein und wurde während der Besetzung Belgiens Polizeichef in Gent, dort lernte er Ludwig XVIII. kennen, der ihn zum General-Kommissar der französischen Polizei in Marsaille machte. 1818 wurde er General-Inspektor im Polizei-Ministerium in Paris und anschließend Historiograph im Departement des Auswärtigen und zum Baron erhoben.
Er wurde nach der Juli-Revolution von 1830 bekannt durch seine preußenfeindlichen Kommentare in der Augsburger Allgemeinen Zeitung. für die er als Haupt-Korrespondent in Paris schrieb, die Artikel kennzeichnete er mit dem Venus-Zeichen ♀.
1826 gründete er die katholische Zeitschrift  Le Catholique, die von 1826 bis 1829 erschien, in der er sich für die Metaphysik in der Geschichte einsetzte.
Er beschäftigte sich in seinen letzten Jahren mit wissenschaftlichen Studien zu indischen Vedas und Mahabarata. Mit dem Spitznamen „Baron Sanskrit“ glaubte er, dass Gottes Offenbarung in seiner reinsten Form in den Texten des alten Indiens zu finden sei.

## Werke (Auswahl)
- Der Kampf um Pisa: ein Trauerspiel. Heidelberg: Mohr u. Zimmer, 1813.
- Le Catholique; ouvrage périodique dans lequel on traite de l’universalité des connaissances humaines sous le point de vue de l’unité de doctrine de M. le baron d’Eckstein. 16 tom. Paris, 1826–29.
- Réponse de M. le baron d’Eckstein aux attaques dirigées contre lui par M. Benjamin Constant dans son ouvrage intitulé: De la religion. Paris: A. Sautelet, 1827.
- Des Jesuites. Paris 1827.
- De ma carrière politique et littéraire en France et dans les Pays Bas. Paris, 1828.
- Philipe Félix Balthasar Otton Ghislain Mérode, comte de; Ferdinand Eckstein, baron von: Un mot sur la conduite politique des catholiques belges, des catholiques français, et l’ouvrage de M. de La Mennais intitulé: Des progrès de la révolution, et de la guerre contre l’église Suivi d’un article sur le génie de M. de La Mennais, extrait du Catholique. Paris, J.-G. Dentu, 1829.
- Analyse de Kathaka-Oupanischat. (Extrait du Yadschourveda, Extrait de la 3me liv. du 3e vol. du Journal de l’Institut Historique.). Paris, 1835.
- De l’Espagne, considérations sur son passé, son présent, son avenir: Fragments. Paris, 1836.
- Recherches historiques sur l’humanité primitive: extrait de la revue indépendante. Paris Martinet 1847.
- Gaetano Alimonda; Ferdinand von Eckstein: Articoli estratti dall’Armonia della religione colla civiltà, giornale di Torino e dal Courrier de la Gironde e la España ec. ec. Roma : Bonifazi, Filippo (libr.) 1848
- Ueber die Grundlagen der Indischen Philosophie und deren Zusam[m]enhang mit den Philosophemen der westlichen Völker. Berlin, 1853.
- De quelques légendes brahmaniques qui se rapportent au berceau de l’espèce humaine : Légende des deux soeurs, La Kadroû et la Vinatâ. Paris: Imprimerie Impériale, 1856.
- Questions relatives aux antiquités des peuples sémitiques à propos de l’histoire générale des langues sémitiques, ouvrage de M. Ernest Renan. Paris : A. Leleux, Libraire, 1856.
- Notice sur les mémoires de Hiouen-Tsang. Paris: Imprimerie imperiale, 1858.
- Etudes sur la grammaire védique. Paris: 1859.
- Des Études sanscrites. Paris Imprimerie de Simon Raçon et Comp. 1859.
- Sur les sources de la cosmogonie de Sanchoniathon. Paris Imprimerie Impériale 1860.
- Geschichtliches über die Askesis der alten heidnischen und jüdischen Welt als Einleitung einer Geschichte der Askesis des christlichen Mönchthums. Mit einem Vorworte von J.J.I. von Döllinger. Freiburg im Breisgau, 1862.
- Des Proselyten aus dem Judenthum, Johann Ferdinand Eckstein Überzeugungsgründe, dass Jesus der Christen die erfüllte Hoffnung Israels sey. Kopenhagen: Paul Hermann Höecke, 1774.
- Nicolas Burtin; Ferdinand von Eckstein, Baron: Le Baron d’Eckstein. (Un semeur d’idées au temps de la Restauration). Paris, 1931.
- Ferdinand von Eckstein; Henri Dominique Lacordaire; Félicité Robert de Lamennais; Louis Le Guillou; Charles Forbes de Montalembert: Le baron d’Eckstein et ses contemporains: (Lamennais, Lacordaire, Montalembert, Foisset, Michelet, Renan, Hugo, etc.); correspondances avec un choix de ses articles. Paris Champion 2003.